# José Pardo y Barreda
José Simón Pardo y Barreda (Lima, 24 de febrero de 1864-Lima, 3 de agosto de 1947) fue un abogado, diplomático y político peruano, que ocupó la Presidencia del Perú en dos ocasiones: entre 1904 y 1908 y entre 1915 y 1919.
Hijo de Manuel Pardo y Lavalle, líder del Partido Civil y presidente del Perú. Nieto del político y escritor Felipe Pardo y Aliaga. Estudió en el Instituto de Lima. Era todavía adolescente cuando se enroló en el ejército durante la guerra del Pacífico, participando en la defensa de Lima. Luego ingresó a la Universidad Mayor de San Marcos, donde se recibió de abogado. Se graduó también de doctor en ciencias políticas y administrativas.
Fue nombrado secretario de la legación en España y encargado de negocios (1888-1890), y se encargó de redactar el Alegato o la defensa del Perú en el conflicto de límites con el Ecuador, cuyo arbitraje había sido confiado al rey de España. De regreso al Perú se dedicó a las actividades agrícolas en su hacienda azucarera de Tumán, en Lambayeque.
Fue catedrático de Derecho Diplomático y de Historia de los Tratados del Perú en la Universidad de San Marcos, elaboró el proyecto de reforma de la enseñanza secundaria, y fue presidente del Consejo de Ministros y ministro de Relaciones Exteriores en el gobierno de Manuel Candamo (1903-1904).
Representó una nueva generación de civilistas con anhelos renovadores para el desarrollo del Perú. En las elecciones de 1904 desplazó a la vieja guardia civilista y se lanzó como candidato a la presidencia, obteniendo el triunfo. Durante este primer gobierno (1904-1908) apoyó firme y eficazmente a la educación pública, la cultura y la defensa nacional.
El gobierno de José Pardo se caracterizó por una sólida política externa que tenía su base firme en la no cesión de territorios nacionales; por el respeto a la ley y a la Constitución; por ser celoso guardián de la Hacienda Pública y por la iniciación, en su primer período, de una inteligente política de Instrucción.
Terminado su gobierno, viajó a Europa. Regresó al Perú en 1914 y fue nombrado rector de la Universidad de San Marcos. Luego volvió a postular a la presidencia del Perú, que ganó nuevamente. Su segundo gobierno (1915-1919) se caracterizó por la violencia política y social, síntoma del agotamiento del civilismo como opción política y de la crisis mundial derivada de la Primera Guerra Mundial.
Tras ser derrocado por Augusto Leguía, fue desterrado a Nueva York. Cayó del poder, víctima de la ambición desenfrenada de quienes lo tomaron por la fuerza, para abrir camino a la más reprobada dictadura que ha ensombrecido al país. Pasó a Europa y se instaló en Biarritz (Francia), hasta que en 1944 retornó al Perú alentado por una opinión pública favorable, recibiendo homenajes que le hicieron experimentar intensa satisfacción, al reconocérsele como a uno de los más hábiles estadistas y patriotas que ha tenido el Perú. Tres años después falleció en Lima.

## Nacimiento y familia
Nacido en Lima como el tercero de los diez hijos de una de las principales familias del Perú, propietarios de la Hacienda Tumán y de abolengo aristocrático, por ser descendiente del conquistador Jerónimo de Aliaga.
Su padre fue el hombre de negocios Manuel Pardo y Lavalle (luego alcalde de Lima, líder del Partido Civil y presidente del Perú), hijo a la vez del poeta y escritor Felipe Pardo y Aliaga, que fue también ministro de Relaciones Exteriores de Manuel Ignacio de Vivanco y de Ramón Castilla.
Su madre fue Mariana Barreda y Osma, hija del acaudalado hombre de negocios Felipe Barreda y Aguilar, apodado «el hombre de los Cinco Millones», a través del cual estuvo emparentado con diversas personalidades políticas.
Entre sus hermanos figuraban Felipe Pardo y Barreda, V.° marqués de Fuente Hermosa de Miranda, y el ingeniero de minas Juan Pardo y Barreda, quien fue Presidente de la Cámara de Diputados.
Asimismo, fue primo de Felipe de Osma y Pardo, Pedro de Osma y Pardo y José de la Riva-Agüero y Osma, marqués de Montealegre de Aulestia; y sobrino de José Antonio de Lavalle y Enrique Barreda y Osma. Es por estas relaciones familiares que Manuel González Prada ironizaría años más tarde:

"Un José Pardo y Barreda en la Presidencia, un Enrique de la Riva Agüero en la jefatura del gabinete, un Felipe de Osma y Pardo en la Corte Suprema, un Pedro de Osma y Pardo en la Alcaldía Municipal, un José Antonio de Lavalle y Pardo en una fiscalía, anuncian a un Felipe Pardo y Barreda en la Legación en Estados Unidos, a un Juan Pardo y Barreda en el Congreso y a todos los demás Pardo, de Lavalle, de Osma y de Riva Agüero donde quepan".

Su padre fue asesinado en 1878 cuando ocupaba la presidencia de la Cámara de Senadores, aunque su familia logró rehacer su fortuna.

## Estudios
José Pardo cursó estudios escolares en el Instituto de Lima bajo la dirección de profesores alemanes. Por entonces estalló la guerra con Chile y Lima se vio asediada por fuerzas enemigas. Los hermanos Felipe, Juan y José Pardo se enrolaron en el ejército. José Pardo contaba entonces con 16 años y llegó a ser cabo, pero por una enfermedad tuvo que retirarse del ejército y marchar a Jauja. Sus hermanos Felipe y Juan intervinieron en la batalla de Miraflores.
Cuando la capital peruana se hallaba ocupada por las tropas chilenas, en 1881 ingresó en la Facultad de Letras de la Universidad Nacional Mayor de San Marcos matriculándose en las facultades de Letras y Jurisprudencia. Obtuvo los grados de bachiller (1882) y licenciado en Letras (1883); luego los de bachiller (1884), licenciado (1885) y doctor en Ciencias Políticas y Administrativas con la tesis sobre los «Principios que el Derecho Internacional Privado establece para resolver los conflictos de Leyes en materia de matrimonio» (1885). También se graduó de bachiller en Jurisprudencia (1885) y finalmente se tituló de abogado (1886). Acto seguido, se incorporó a las filas del Partido Civil que había fundado su padre, convirtiéndose con el tiempo en uno de sus líderes.

## Carrera diplomática
En 1888, bajo el gobierno del general Andrés Avelino Cáceres fue nombrado Secretario de Primera Clase de la Legación del Perú en España teniendo que asumir las funciones de Encargado de Negocios, del 2 de julio de 1888 al 16 de octubre de 1890, así como la defensa del Perú durante el conflicto de límites con el Ecuador, cuyo arbitraje fue confiado a la Corona española. En esta ocasión le correspondió redactar el primer Alegato del Perú en tres volúmenes, un importante estudio jurídico que fue desde entonces un fundamental documento sustentatorio de la posición peruana en ese asunto de límites. El alegato presentado por José Pardo demostraba que su autor poseía un vasto dominio de la historia, de la geografía y del derecho internacional. Tales fundamentos hicieron presagiar que el triunfo del Perú fuera seguro, lo que decidió al Ecuador a repudiar ilegal y violentamente la jurisdicción arbitral a la que se había sometido. El fin de nuestra cuestión de límites fue la firma del Tratado de Río de Janeiro entre los cancilleres del Perú y del Ecuador El juicio arbitral se hallaba en suspenso, cuando José Pardo presentó su renuncia al cargo diplomático que con tanto acierto había desempeñado. Tal fue la brillante actuación cumplida, al asumir la defensa jurídica de nuestros legítimos intereses hasta la fecha en que fue aceptada por el gobierno el 16 de octubre de 1890.

## Empresario y docente universitario
De vuelta al Perú, en 1890, Pardo abandonó la carrera diplomática para consagrarse a administrar su hacienda azucarera Tumán, en Chiclayo. Fue socio fundador del club de La Unión de Chiclayo. En Lima incursionó en el negocio de la construcción al promover la urbanización del distrito de La Victoria y fundó en Vitarte una fábrica de tejidos, que dio trabajo a gran número de obreros, los mismos que en el siglo siguiente protagonizarían luchas sociales. Fue redactor del boletín de la Sociedad Nacional de Agricultura hasta julio de 1900 y en noviembre de ese año, en sesión de Junta General de la Sociedad de Industrias fue elegido vocal y delegado al Instituto Técnico.
En 1891 fue nombrado miembro de la Sociedad Geográfica de Lima. En 1900 la Universidad de San Marcos le requirió para la Facultad de Ciencias Políticas y Administrativas, confiriéndole las cátedras de Derecho Diplomático y de Historia de los Tratados del Perú, que ejerció hasta 1903. Fue también representante de la Universidad ante el Consejo Superior de Instrucción Pública (1901-1903), que preparó la Ley de Reforma de la Enseñanza Secundaria que sería aprobada de 1904.

## Político

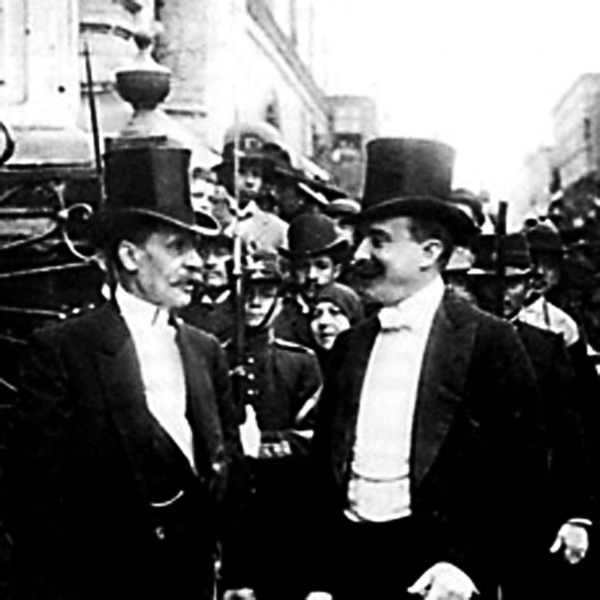
José Pardo junto con el presidente Manuel Candamo, cuando Pardo era jefe de Gabinete y ministro de Relaciones Exteriores en 1903.

Bajo el gobierno de Manuel Candamo (el segundo gobierno civilista después de Manuel Pardo) fue nombrado ministro de Relaciones Exteriores, cargo que desempeñó del 8 de septiembre de 1903 al 14 de mayo de 1904; mientras que Augusto B. Leguía, otro joven civilista, ejercía el Ministerio de Hacienda. Pero Candamo no terminó su mandato presidencial de cuatro años pues falleció a los ocho meses de asumir el mando, el 7 de mayo de 1904, víctima de una enfermedad.
José Pardo contrajo matrimonio con su prima hermana Carmen Heeren Barreda en la Iglesia de Santa Teresa el 29 de enero de 1900. La unión fue bendecida por el delegado apostólico monseñor Gasparri. Luego, ya convertido en líder del Partido Civil, llegó a ser presidente constitucional del Perú en dos ocasiones:
- Primer gobierno (1904 a 1908).
- Segundo gobierno (1915 a 1919).

## Elecciones de 1904
Después de la muerte de Candamo, el segundo vicepresidente Serapio Calderón asumió la presidencia, pues el primer vicepresidente, Lino Alarco, también había fallecido. A Serapio le correspondía convocar a nuevas elecciones presidenciales, y en ellas se presentaron dos opciones:
- El gobiernista Partido Civil, aliado con el Partido Constitucional o cacerista, presentó como candidato a José Pardo y Barreda, perteneciente al sector juvenil y reformista del civilismo, que desbancó en la candidatura al viejo presidente del Partido Civil, Isaac Alzamora.
- El Partido Demócrata, en alianza con el Partido Liberal, lanzó la candidatura del viejo caudillo Nicolás de Piérola, expresidente del Perú.

Piérola, luego de dar una serie de vibrantes discursos, se retiró poco antes de producirse las elecciones, aduciendo falta de garantías. José Pardo salió entonces elegido presidente de manera abrumadora.

## Primer Gobierno (1904-1908)

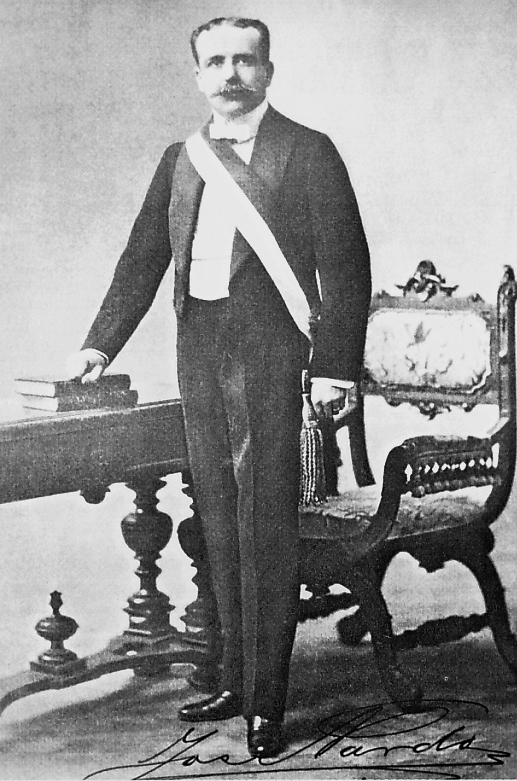
José Pardo y Barreda durante su primer gobierno en 1906.

José Pardo tenía 40 años al momento de asumir la presidencia, el 24 de septiembre de 1904. Fue un gobernante respetuoso de la ley, de las instituciones y libertades, pero su política fue hacer un gobierno de partido y no un gobierno nacional.
Durante este gobierno hubo amplia libertad de prensa. Hicieron oposición al gobierno los diarios El Liberal, de Augusto Durand, y La Prensa, fundado en 1903 por Pedro de Osma y que desde 1905 dirigió Alberto Ulloa Cisneros, fogoso y combativo periodista. Pero esta oposición se hacía dentro de los marcos que permitía la ley, sin caer en excesos. Por ello, Pardo pudo hacer algunos viajes a provincias, lo que hasta entonces no había hecho ningún presidente elegido democráticamente.
Pardo tuvo tres gabinetes de gobierno, siendo el de más larga duración el primero, presidido por Augusto B. Leguía, hasta julio de 1907, cuando este renunció para preparar su candidatura presidencial. El segundo gabinete, presidido por Agustín Tovar Aguilar, duró solo de agosto a octubre de 1907; y el tercero y último, presidido por Carlos Washburn, estuvo menos de un año. Durante este período las pugnas se incrementaron en el parlamento entre el partido civil y los partidos demócrata y liberal.
A continuación, las obras y hechos importantes de este gobierno.

### Aspecto económico
Bajo el empeño del ministro de Hacienda Augusto B. Leguía, se realizaron importantes reformas en el plano económico.
- Se reabrió el crédito nacional ante los mercados extranjeros, al aprobarse en el Congreso la celebración de un empréstito de 600 000 libras, llevada a cabo en 1905 con el Banco Alemán Trasatlántico. Tras el éxito de este primer empréstito, se quiso celebrar otro por tres millones de libras, para la construcción de ferrocarriles, pero esta vez hubo una tenaz oposición parlamentaria.[12]
- Se fundó la Caja de Depósitos y Consignaciones, institución encargada de custodiar gratuitamente los valores cuyo depósito fuera ordenado o aceptado por el Poder Judicial u otras oficinas públicas.[13]
- Se renovó el contrato con la Compañía Nacional de Recaudación, encargada del cobro de las contribuciones o tributos, pero se ajustaron nuevas condiciones para rebajar las onerosas comisiones que se llevaba dicha compañía.[14]
- Se iniciaron las operaciones de la Compañía Salinera Nacional, sucesora de una anterior compañía encargada de recaudar el impuesto sobre la sal (1906).[14]
- Se firmó un arreglo con la Peruvian Corporation, la empresa encargada de los ferrocarriles, que se comprometió a continuar la prolongación de líneas férreas.[13]
- Se mejoró el sistema de aduanas, para incrementar los ingresos provenientes de la exportación del guano y el algodón.[10]
- Se dictó un nuevo reglamento para el Tribunal Mayor de Cuentas (entidad encargada de examinar las cuentas fiscales).[15]

### Aspecto educativo
El primer gobierno de José Pardo se caracterizó por dar un gran impulso a la educación. Fue el más importante esfuerzo realizado en ese sentido desde el inicio de la República. La instrucción primaria en el Perú, según la Ley de 1876, dictada por Manuel Pardo, estaba en manos de los municipios. José Pardo, bajo la gestión de su Ministro de Justicia e Instrucción Jorge Polar (sucedido después por Carlos Washburn), decidió cambiar radicalmente dicha situación.
- Por ley N.º 162 promulgada el 5 de diciembre de 1905 se procedió a reformar el sistema educativo. La educación primaria pasó a depender del gobierno central. Se dispuso también que esta fuera obligatoria y gratuita y que en haciendas, aldeas y minas hubiese siquiera una escuela elemental mixta al igual que en todo centro poblado con más de doscientos habitantes.[17]
- Se construyeron numerosos locales escolares modelos en Lima y el resto del país, equipados con material de enseñanza adquirido en Europa.[18] Al asumir Pardo el gobierno había menos de 1500 escuelas con alrededor de 100 000 alumnos; al dejar el poder, existía cerca de 2700 escuelas a las que acudían 170 000 alumnos.[19]
- Se dio también estímulo a la carrera magisterial. Se fundó la Escuela Normal de Varones para la formación de maestros de primaria,[20] que después se denominó Instituto Pedagógico Nacional, base de la posterior Escuela Normal Superior, hoy Universidad Nacional de Educación Enrique Guzmán y Valle, La Cantuta.
- Reorganizó la Escuela Normal de Mujeres.[21]
- El 24 de septiembre de 1905 inauguró la Escuela de Arte y Oficios de Lima, cuya dirección asumió Pedro Paulet.[22] Es el actual Instituto Superior Tecnológico Público José Pardo.
- Estableció escuelas nocturnas para obreros en las más importantes capitales de departamentos; así como escuelas comerciales y escuelas industriales, estas últimas de preferencia en la región amazónica.[19]
- En el plano administrativo creó la Dirección General de Instrucción de la que dependían inspectores encargados de la labor de vigilancia en toda la República. En la cúspide de dicho organismo se hallaba el Consejo Superior de Educación, de carácter meramente consultivo.[19][23]

### Aspecto cultural
- Se fundó el Instituto Histórico del Perú, actual Academia Nacional de la Historia, destinado a fomentar las investigaciones del acontecer histórico peruano. Se le asignó como local el Palacio de la Exposición.[24]
- Se fundó la Academia Nacional de Música.[19]
- Se fundó el Museo Nacional de Historia, con sus secciones incaica, colonial y republicana, bajo la dirección del arqueólogo alemán Max Uhle.[19]
- Se fundó el Ateneo de Lima.[24]
- En las universidades como San Marcos de Lima y San Antonio de Abad del Cuzco se dio paso al estudio de la antropología, de la misma manera que se permitió el ingreso en sus aulas a estudiantes mujeres.

### Defensa militar

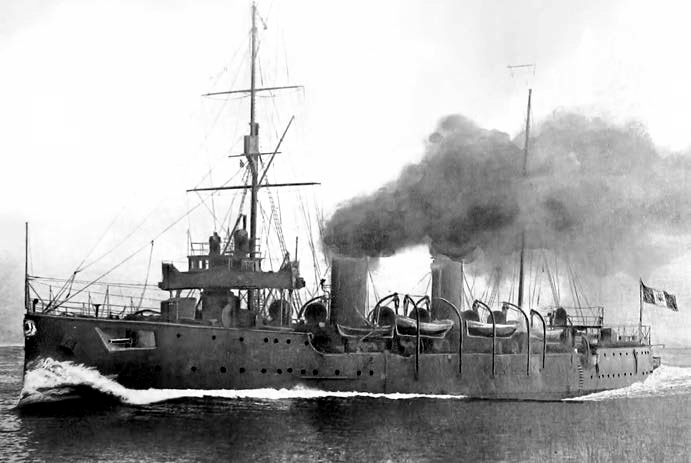
Crucero Grau, durante las pruebas oficiales del 20 de septiembre de 1906 en Glasgow, Escocia.

Pardo se preocupó por la defensa nacional, continuando la obra iniciada por Piérola, algo que era de urgente necesidad frente a la agravación de los conflictos limítrofes con las naciones vecinas.
- En 1905 se renovó el contrato con la Misión Militar Francesa para preparar y renovar el Ejército.[25]
- Se fundó la Escuela Superior de Guerra para formar oficiales de Estado Mayor.[25]
- Se estableció el servicio de veterinaria, complemento de la caballería.[25]
- Se estableció en el Ejército los servicios de topografía, de ingenieros y de remonta[25] (esto último es la compra, cría y cuidado de los caballos destinados al ejército).
- Se crearon los cuerpos de Artillería de Costa y Artillería de Campaña.[25]
- El territorio del país se dividió en cuatro zonas militares: Norte, Centro, Sur y Oriente.
- Se adquirieron materiales bélicos y se dio un plan de fortificación de Lima y Callao.[25]
- Se creó la Intendencia General del Ejército.[26]
- La Marina de Guerra del Perú fue repotenciada. En 1905 se adquirió el transporte Iquitos. Y teniendo como base una erogación popular (que dio un millón de soles) y un empréstito, se mandó a construir en los arsenales ingleses los cruceros ligeros Almirante Grau y Coronel Bolognesi, cada uno de los cuales desplazaba más de 3200 toneladas. La llegada al Callao de estos buques, en agosto de 1907, produjo un estallido de júbilo patriótico en todo el país. Dichos navíos fueron los mejores exponentes de la marina de guerra peruana, hasta que en la década de 1950 fueron sustituidos por otros que conservaron sus nombres. Se reforzó también la flotilla amazónica con cuatro lanchas patrulleras.[27]

### Inicio de la legislación social
En 1904 y ante la creciente agitación obrera, el gobierno encargó al ilustre jurista José Matías Manzanilla la elaboración de un proyecto de Legislación del trabajo a la que generalmente se ha denominado Legislación Social. En su mensaje al Congreso en 1905, Pardo hizo conocer estos proyectos, pero luego de unos debates su aprobación fue aplazada y solo en 1911 se aprobó uno de ellos, referente a las indemnizaciones por accidentes de trabajo.

### Aspecto internacional
En lo que respecta a la política exterior, los puntos más críticos fueron las cuestiones limítrofes con los países vecinos.
El pleito con el Brasil derivado del control del Alto Yurúa y el Alto Purús (en la zona no delimitada de la frontera común), terminó en un choque armado en la zona del río Amuenya el 4 de diciembre de 1904, lo que obligó a prorrogar la solución provisional acordada en junio de ese año, la llamada política de  modus vivendi, que contemplaba la neutralización en las zonas de los ríos en disputa y un gobierno en conjunto. Esa solución se fue prorrogando cada seis meses, hasta que se firmó un tratado definitivo de límites en 1909, ya en el siguiente gobierno.
El pleito con Ecuador se hallaba entonces en espera del arbitraje del rey de España, sin embargo la penetración ecuatoriana en territorio peruano por la zona del río Napo había continuado, lo que produjo el incidente armado de Torres Causana en julio de 1904, meses antes de que Pardo asumiera el poder. En 1905 llegó a Quito el comisario regio Ramón Menéndez Pidal, representante del rey de España, el cual expuso a los representantes de Ecuador y Perú, que para llegar a una situación conciliatoria, ambos países tenían que retirar sus guarniciones militares del Napo. El retiro de tropas no significaba el abandono de las posesiones de ninguna de las partes. Ecuador retiró sus guarniciones militares que tenía en Aguarico y las condujo a Quito, lo propio hizo el Perú con las que mantenía en Torres Causana, que los trasladó a Iquitos. Solucionado ese problema, continuó la presentación de los alegatos de las partes ante el rey de España. El alegato peruano estuvo a cargo de los comisionados Mariano H. Cornejo y Felipe de Osma, en cuatro tomos y siete de documentos.
Con Bolivia, se hallaba ventilando la cuestión de límites al arbitraje del Presidente de la República Argentina. El alegato peruano fue presentado por el internacionalista Víctor M. Maúrtua, alegato que consta de dos tomos y 12 de documentos (1906). No obstante, no dejó de producirse algunos incidentes en la frontera. La ocupación de la boca del río Heath por tropas bolivianas al mando del general José Manuel Pando en mayo de 1906, motivó la protesta del Perú.
En lo que respecta a Colombia, se mantenía la disputa por el territorio selvático entre los ríos Putumayo y Caquetá, donde actuaban los caucheros, siendo el más célebre el peruano Julio C. Arana. El Perú, deseoso de solucionar su diferendo con ese país, envió una legación a Bogotá, encabezada por Hernán Velarde, quien firmó con Clímaco Calderón y Luis Tanco Argáez una serie de acuerdos: un tratado por el cual se sometía el pleito de límites al arbitraje del sumo pontífice (12 de septiembre de 1905) y un convenio de  statu quo y de modus vivendi en la región disputada del Putumayo, quedando este río como límite provisional. Colombia ocuparía la zona norte de dicho río y el Perú la zona sur; ambos se comprometían a no hacer avances al lado contrario, mientras se ventilase la solución definitiva. En 1906 se firmó en Lima un nuevo convenio de modus vivendi para la zona en litigio, el mismo que al año siguiente sería cesado unilateralmente por Colombia, que volvió a ejercer su jurisdicción sobre el Putumayo. Como consecuencia de ello, se produjeron una serie de incidentes armados entre peruanos y colombianos en dicha zona en 1908.
Con Chile la situación fue igualmente tensa. Esta república retenía ilegalmente las provincias peruanas de Tacna y Arica, pues según el Tratado de Ancón (que puso fin a la guerra del Pacífico en 1883), en 1894 debió convocar en ellas un plebiscito para que sus habitantes decidieran retornar al Perú o permanecer en Chile. Sin embargo, el gobierno chileno, no solo prorrogó indefinidamente la realización de tal plebiscito sino que desde 1900 arreció una severa política de «chilenización» contra los peruanos de Tacna y Arica, así como los que residían en Tarapacá, lo que provocó la protesta del gobierno peruano. Por ese motivo, desde 1901 se hallaban rotas las relaciones diplomáticas entre ambos países. En octubre de 1904, a poco de iniciarse el gobierno de Pardo, Chile y Bolivia firmaron el Tratado de 1904, que zanjó la paz entre ambas naciones. El cancillería peruana protestó ante su par chilena con respecto a algunas cláusulas de dicho tratado, en lo concerniente a la demarcación de la frontera boliviana-chilena y a la construcción del ferrocarril entre Arica y La Paz, ya que afectaban directamente los intereses del Perú (pues legalmente, el Perú seguía siendo el señor y dueño de Tacna y Arica, mientras que Chile era solo el tenedor y ocupante). De todos modos, poco después se reanudaron las relaciones diplomáticas entre Perú y Chile. Las mismas que se volverían a romper, ya durante el siguiente gobierno, a raíz del llamado «Incidente de la Corona» (1909).

### Progreso material

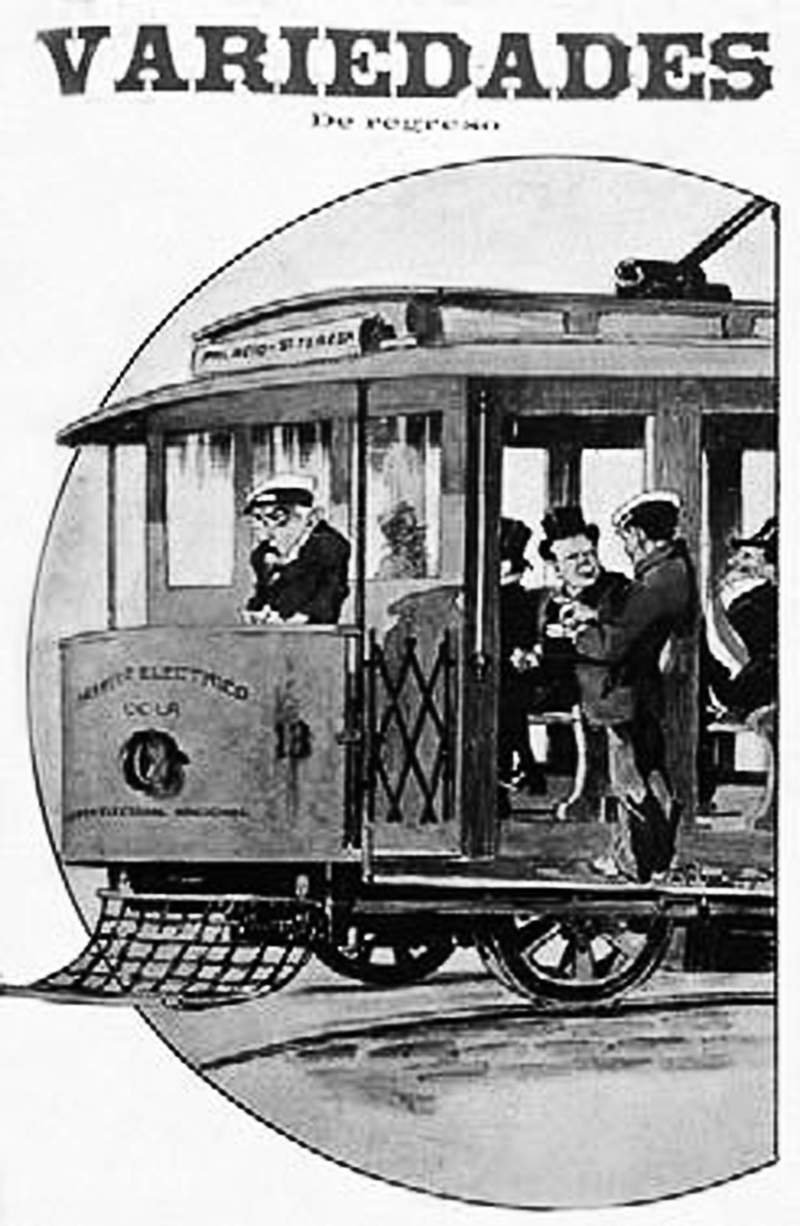
Una de las innovaciones en el transporte público limeño fue el uso del tranvía eléctrico, que sustituyó al de tracción animal. En esta caricatura que ironiza el fin del gobierno de José Pardo y Barreda en 1908, el «tranvía» es utilizado como metáfora política.

- Se trató de llevar adelante la construcción de los ferrocarriles ordenada por la ley del 30 de marzo de 1904, dándose preferencia a la prolongación de la línea de Sicuani a Cuzco, y de La Oroya a Huancayo. Pero el proyecto de construir un ferrocarril hacia la región amazónica del Ucayali, no fue aprobado por el Congreso.[38] En cambio se construyeron otras vías de tramo corto, de modo que hacia 1908, el total de vías férreas del país ascendía a 2153 km.
- Durante este período la ciudad Lima recibió el impulso del progreso y la expansión, gracias a la labor de su alcalde, Federico Elguera. La capital tenía entonces 140 884 habitantes, siendo su principal avenida la de La Colmena (hoy Avenida Nicolás de Piérola), aunque aún no se hallaba culminada. Se hicieron algunos arreglos en la Plaza de Armas y en la Plaza Bolívar.[39] El transporte novedoso era el tranvía eléctrico, inaugurado en mayo de 1906. Llegaron también los primeros automóviles.[40]
- El 5 de noviembre de 1905 se inauguró el monumento en homenaje al coronel Francisco Bolognesi en la plaza de su nombre, ceremonia a la que asistió el coronel argentino Roque Sáenz Peña, antiguo subordinado de Bolognesi en la defensa de Arica (y que en 1910 llegó a ser presidente de su país). La escultura del héroe, obra del escultor catalán Agustín Querol, sería reemplazada por otra en los años 1950.[41]
- Como homenaje a los héroes caídos en la guerra con Chile se construyó la Cripta de los Héroes en el Cementerio General de Lima (hoy Cementerio Presbítero Maestro).[42]

### Otras obras
- Por ley del 6 de octubre de 1906 se dispuso la creación de la Compañía Peruana de Vapores, y la construcción y explotación de un dique flotante en el puerto del Callao, a fin de impulsar el desarrollo de la marina mercante.[43]
- Por ley N.º 201 del 4 de septiembre de 1906 se creó el departamento de San Martín, que hasta entonces formaba parte del de Loreto.
- Se creó la Junta de Vías Fluviales con el fin de fomentar exploraciones en la selva. En este campo es de destacar la actuación del coronel Pedro Portillo, prefecto de Loreto entre 1901 y 1904, y Ministro de Fomento y Obras Públicas de 1906 a 1908. También hay que mencionar a Manuel Mesones Muro, que en 1902 halló el paso más corto entre la selva y la costa por Lambayeque y Cajamarca.[6]

Cumplido su mandato y tras la elección de Augusto B. Leguía como su sucesor, Pardo entregó a este el poder, el 24 de septiembre de 1908 y emprendió un viaje a Europa que supuso su alejamiento del país por seis años.

## Elecciones de 1915
De vuelta al Perú, Pardo fue elegido rector de la Universidad de San Marcos que asumió el 30 de noviembre de 1914, pero que ejerció solo durante un año, pues en 1915 fue designado como candidato a la presidencia por una Convención de los partidos civilista, liberal y constitucional, que convocó el general Oscar R. Benavides, entonces gobernante de facto tras el golpe de Estado de 1914. Frente a la muy popular candidatura de Pardo se alzó la de Carlos de Piérola (hijo del viejo caudillo Nicolás), por el Partido Demócrata. Realizadas las elecciones, Pardo obtuvo 131 289 votos frente a los 13 151 de su opositor.

## Segundo Gobierno (1915-1919)

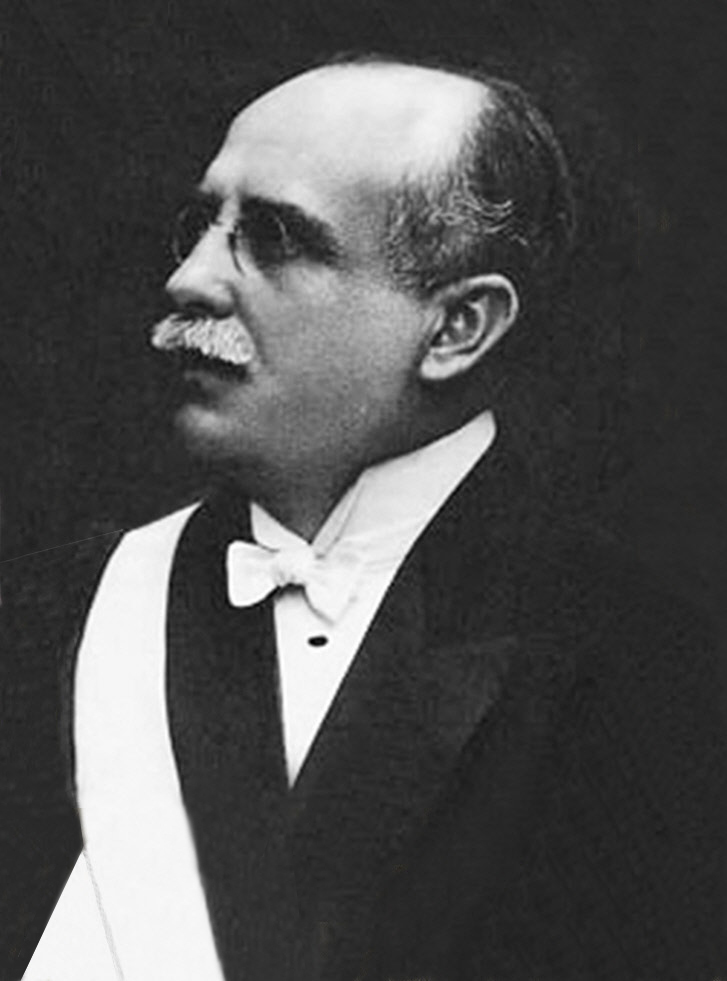
Pardo Barreda en su segundo gobierno en 1918.

El 18 de agosto de 1915 José Pardo asumió por segunda vez la presidencia de la República. La normalidad constitucional regresaba al país luego de un breve paréntesis de gobierno militar.
Pardo se mostró respetuoso de las leyes y libertades públicas. Decretó una amnistía política y trató de hacer un gobierno de concordia y unión nacional. Pero no pudo contrarrestar la exacerbada oposición que le hicieron desde el Congreso y la prensa. La más violenta oposición vino desde el diario El Tiempo, fundado en 1916; allí colaboraban jóvenes y combativos periodistas como José Carlos Mariátegui y César Falcón, que se solidarizaron con los reclamos populares.
Dos crímenes consternaron a la población y exacerbaron más los ánimos contra el gobierno. El 25 de septiembre de 1915 fue asesinado por su misma tropa el comandante Juan Gerardo Ferreccio, en Huaraz, adonde había sido enviado a reprimir una rebelión. El 4 de marzo de 1917 fue asesinado el parlamentario Rafael Grau (hijo del héroe de Angamos) en Palcaro, cerca de Abancay, en medio de una reyerta desatada entre bandos políticos locales. Rafael Grau era opositor del gobierno, por lo que se acusó directamente a Pardo de ser el autor intelectual del crimen, acusación que nunca fue demostrada.
En el sur andino, los abusos de los hacendados y gamonales sobre la población nativa y campesina motivaron muchas sublevaciones de indígenas, como la encabezada por Rumi Maqui en 1915.
La oposición al gobierno se agudizó aún más por la crisis económica derivada de la Primera Guerra Mundial; esta crisis causó malestar entre la clase trabajadora, obreros y empleados, ante la carestía de artículos de primera necesidad y la subida de los precios. Estallaron numerosas huelgas y paros, el más notable de los cuales sería el de enero de 1919 por la jornada de las 8 horas de trabajo.
A continuación, las obras y sucesos importantes del segundo gobierno de José Pardo.

### Efectos de la Gran Guerra
A Pardo le tocó afrontar las consecuencias de la Primera Guerra Mundial. En el marco de esta conflagración, un momento particularmente difícil fue el hundimiento en aguas españolas de la embarcación peruana «Lorthon» por submarinos alemanes; el Perú reclamó al gobierno de Berlín y, al no obtener explicaciones satisfactorias, rompió relaciones con el Imperio Alemán. El Perú se alió a Estados Unidos aunque evitó declarar la guerra a Alemania.
Hubo una fugaz sensación de bienestar económico por la coyuntura mundial: se incrementaron las exportaciones de azúcar, algodón, lana, petróleo y cobre. Por ello los cultivos agroindustriales de la costa se intensificaron, lo que benefició a un reducido grupo de hacendados, pero de otro lado el cultivo de productos alimenticios disminuyó considerablemente, surgiendo escasez y el aumento de precios en desmedro de las clases populares, lo que naturalmente originó una gran agitación social, representada en huelgas y paros laborales.

### La lucha por la jornada de las 8 horas de trabajo
La Primera Guerra Mundial agravó pues, la condición económica de la clase trabajadora y preparó el campo para el desenvolvimiento de la acción sindical. Las sucesivas huelgas que se produjeron durante el gobierno de Pardo tenían como exigencia el abaratamiento de las subsistencias, la implantación de la jornada de las «8 horas de trabajo», entre otras reivindicaciones laborales.
Un paro general se produjo en Lima y Callao los días 13, 14 y 15 de enero de 1919, en pro de la jornada de las 8 horas. El ministro de Fomento Manuel Vinelli abogó ante el presidente Pardo por la dación del decreto que implantase la jornada de las 8 horas, único requisito que exigían los obreros para levantar la huelga. El decreto se dio el 15 de enero de 1919, otorgándose tal beneficio a los trabajadores de los talleres y dependencias del Estado; en los talleres o establecimientos particulares los patrones y obreros deberían ponerse de acuerdo sobre el horario de trabajo, pero en caso de no llegarse a un acuerdo regiría la jornada de 8 horas. Este decreto fue considerado como un gran triunfo por los trabajadores.
Como actores principales del paro general de enero de 1919 hay que mencionar a los sindicalistas Nicolás Gutarra, Julio Portocarrero y Julio Tataje; la Federación de Estudiantes del Perú (FEP) apoyó también a los obreros y uno de sus delegados fue un joven universitario trujillano, que a partir de entonces tendría gran figuración en la vida política del país: Víctor Raúl Haya de la Torre.
El 27 de mayo de 1919 se inició otro gran paro de obreros y empleados, esta vez en pro del abaratamiento de las subsistencias. Duró hasta el 2 de junio en Lima y hasta el 5 en el Callao. Fue reprimido duramente por las fuerzas del orden. Hubo varios muertos y heridos, y muchos fueron conducidos al Frontón, acusados de participar en los saqueos e incendios.

### La rebelión de Rumi Maqui
Por entonces estaba en auge el gamonalismo, un sistema de explotación de los campesinos indígenas en las haciendas, especialmente en el sur andino del Perú. Estas haciendas se caracterizaban por su escasa productividad, su baja rentabilidad, el derroche de fuerza de trabajo y la exclusión cultural de sus peones agrícolas, que permanecían en la más paupérrima pobreza. Los gamonales o terratenientes detentaban un considerable poder local (muchos llegaron a ser senadores, diputados, alcaldes y prefectos) y contaban con pequeños contingentes armados. Al aumentar el precio internacional de la lana, los gamonales expandieron sus haciendas ganaderas a costa de las tierras de las comunidades indígenas y redujeron a muchos campesinos a la condición de siervos. Todo ello, sumado a la indiferencia o complicidad de los gobiernos de turno, ocasionó el estallido de muchas rebeliones de indígenas, una de las cuales fue la encabezada en 1915 por un sargento mayor de caballería, Teodomiro Gutiérrez Cuevas, más conocido como Rumi Maqui (quechua: mano de piedra). Rumi Maqui se alzó con un grupo de indígenas de Huancané y Azángaro, pero fue vencido y apresado en 1916. Fue acusado de traición a la patria y condenado a veinte años de prisión. Si bien sus enemigos (los gamonales) lo acusaron de haber querido fraccionar parte del territorio nacional para cederlo a Bolivia, así como de querer reinstaurar el Tahuantinsuyo, en realidad Rumi Maqui solo había reivindicado la libertad e igualdad de derechos para el indígena. No obstante, esta rebelión no fue del todo infructuosa pues al menos hizo que el gobierno se interesara algo más por la problemática de los indígenas.

### Rompimiento de relaciones consulares con Chile

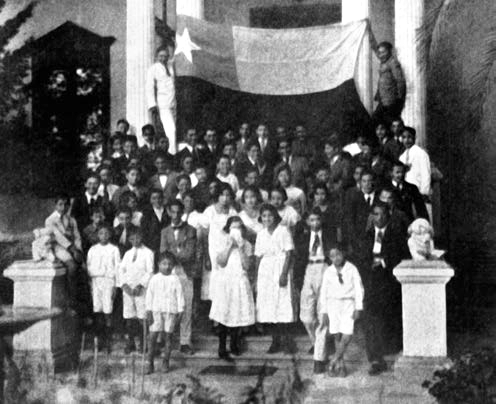
Fotografía de principios del, que muestra a niños tacneños obligados a rendir respeto a los símbolos patrios chilenos.

Las relaciones diplomáticas con Chile continuaban interrumpidas a raíz del conflicto generado por el destino definitivo de las provincias peruanas de Tacna y Arica, que se hallaban en poder de Chile desde la guerra de 1879-1883. Al terminar la Primera Guerra Mundial, el gobierno y toda la nación peruana se dejó seducir por los principios de justicia internacional proclamados por el presidente estadounidense Woodrow Wilson, uno de los cuales era el derecho de libre determinación de los pueblos. Muchos en el Perú creyeron que al amparo de ese principio se podría recuperar Tacna, Arica y, eventualmente, Tarapacá. El gobierno peruano intensificó entonces su campaña para recuperar esas provincias; en respuesta, el gobierno chileno acentuó su política de chilenización en las mismas. Muchos peruanos fueron expulsados de dichas provincias y de Antofagasta, y muchos otros fueron enrolados a la fuerza en el ejército chileno. Esta situación se agravó con el ataque de la residencia del cónsul peruano en Iquique, a manos de turbas de chilenos. La cancillería peruana protestó enérgicamente y retiró a todos sus cónsules de territorio chileno. El rompimiento de relaciones con Chile llegó pues a ser total (25 de noviembre de 1918), con grave daño para los intereses económicos de ambas naciones.
Los principios wilsonianos no contribuyeron pues en nada a la solución de la espinosa Cuestión del Pacífico. Esta solo sería liquidada en el tramo final del Oncenio de Leguía, bajo la fórmula que impuso Chile: retención de Arica y devolución de Tacna (1929).

### El problema de La Brea y Pariñas
El gobierno también mostró atención por resolver el espinoso problema de La Brea y Pariñas. En 1916 la London Pacific Petroleum Company vendió los derechos de arrendamiento de dicho yacimiento petrolífero a la International Petroleum Company (IPC) dependiente de la Standard Oil de New Jersey, Estados Unidos. La cámara de diputados aprobó una ley que autorizaba al Estado a someter el asunto al fuero arbitral del Tribunal Internacional de La Haya (26 de diciembre de 1918).

### Otras obras y hechos importantes
- Además del famoso decreto del establecimiento de la jornada de las 8 horas de trabajo (15 de enero de 1919), Pardo dio otras leyes de carácter social, derivadas de los proyectos de Manzanilla que había presentado en su primer gobierno. De ellas mencionamos dos:[66]
  - La Ley N.º 2851 del 25 de noviembre de 1918 que reglamentaba el trabajo de las mujeres y los menores de edad.
  - La Ley N.º 3010 del 26 de diciembre de 1918 que estableció el descanso obligatorio dominical extensivo a las fiestas cívicas y al primer día de las elecciones políticas.
- Contribuyó a aliviar la crisis económica con la reorganización de la Hacienda pública en 1916 y 1917, la supresión de los billetes fiscales que aún circulaban, el pago de la deuda interna y la revalorización de la libra peruana.[67]
- Se estableció la libertad de cultos, por ley N.º 2193 del 11 de noviembre de 1915, que hizo la enmienda constitucional respectiva. Se siguió reconociendo a la religión católica como la religión del Estado, pero se borró la parte del artículo 4.º de la Constitución vigente entonces (la de 1860) donde decía que «no se permite el ejercicio público de alguna otra». Es decir, a partir de entonces se permitió el ejercicio de otras religiones, fuera de la católica.[68]
- En el campo cultural se encomendó a la Sociedad Geográfica de Lima la formación de un atlas geográfico; se fundó la Escuela Nacional de Bellas Artes de Lima; y se ordenó organizar el Archivo Nacional.[69]
- Estableció la colonia penal de la isla de El Frontón, situada al frente del Callao, con capacidad para doscientos presos.[70]
- El país se modernizó a paso acelerado. Proliferó el automóvil y se construyeron las primeras carreteras. Entre agosto y septiembre de 1915, un avión surcó el cielo de Arequipa y en seguida el de Lima.[71] Crecieron la capital y sus balnearios.
- Se construyó el ferrocarril de Cuzco a Santa Ana y el de Lima a Lurín. Se completaron otros ferrocarriles.[72]
- Se reorganizó la Compañía Peruana de Vapores, que fuera creada en su primer gobierno.
- En cuanto a la defensa no hubo ninguna novedad al fracasar los proyectos que creaban el Fondo de Defensa y el Consejo de Defensa Nacional. Sin embargo, se fundó la Escuela Militar de Aviación (inaugurada a fines de 1919); se incentivó la capacitación de los pilotos peruanos en la escuela argentina de El Palomar y se construyeron cuarteles en diversos lugares del país.[73]
- Tampoco hubo avances en materia de educación al no aprobar el Congreso el pedido presidencial de que se derogara la Ley 2094 que limitaba la acción del Estado en la dirección de la enseñanza primaria.

## Fin del segundo gobierno de Pardo

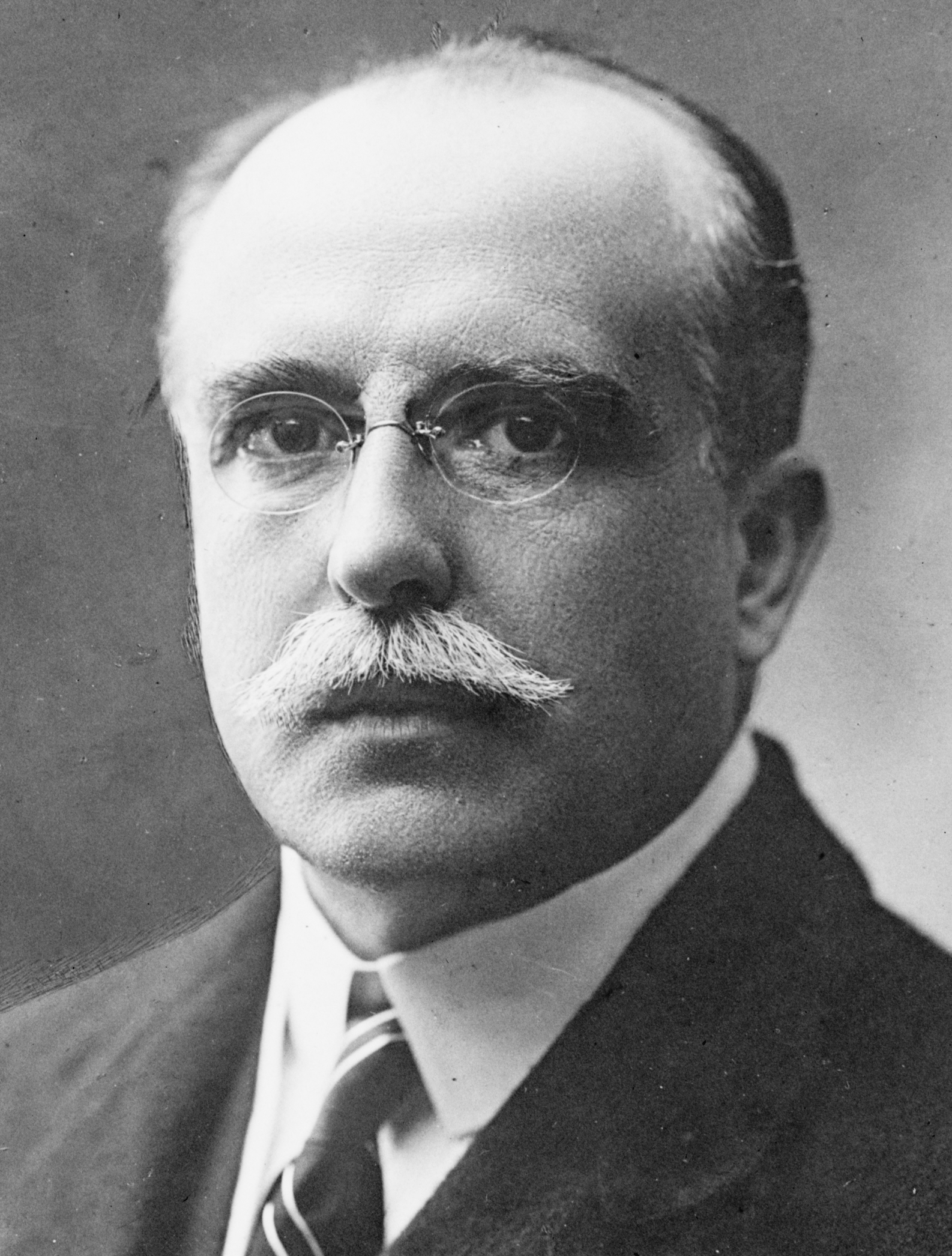
José Pardo y Barreda.

Próximo a finalizar su mandato, Pardo convocó a elecciones. Por el Partido Civil (gobiernista) se presentó Ántero Aspíllaga, rico hacendado del norte, con la anuencia de Pardo. Como candidato de la oposición se presentó Augusto B. Leguía y Salcedo, enemigo personal de Pardo y que estaba apoyado por un grupo político al que dio su nombre. Los comicios, que no fueron muy limpios, dieron por ganador a Leguía, pero en el recuento oficial se le anularon numerosos votos. Ante el peligro de que fueran anuladas las elecciones y que estas se trasladaran al Congreso, donde los civilistas tenían mayoría, Leguía y sus partidarios dieron un golpe de Estado, contando con el apoyo de la guarnición militar de Lima. Era el 4 de julio de 1919.

Por muchos años José Pardo y Barreda pudo ser considerado como el prototipo del hombre afortunado. Tenía abolengo, fortuna, buena presencia, éxito social, la más prominente vida pública. Era notorio que la vida había sido con él más propicia que con su ilustre padre que sólo gobernó el Perú en cuatro años tormentosos, en medio de una tremenda crisis económica y hacendaria, para caer vilmente asesinado tan sólo dos años después. En un país en donde ha habido tantas muertes prematuras, tantas vocaciones malogradas, tantos esfuerzos interrumpidos, José Pardo y Barreda parecía, hasta 1918, un símbolo de buena suerte. Y en él no había nada de impulsivo o de neurótico, de exagerado, de deshonesto, de falto de proporción o de armonía.

Y sin embargo... Cuando él seleccionó a su sucesor en 1908, sembró la semilla de su tragedia. Fue Augusto B. Leguía, a quien él escogiera como colega de gabinete, como amigo predilecto y como candidato presidencial, quien lo arrojó del poder en 1919.
Jorge Basadre

Por su parte, Manuel González Prada tenía muy pobre opinión de Pardo y así lo expresa sin tapujos en una de sus obras:

En don José Pardo resalta una cosa inefablemente deliciosa — la ignorancia. Pasa por el Instituto de Lima y la Universidad de San Marcos sin adquirir un baño de saber, como el negro zambulle en el agua sin mojarse el casco. Sus programas, sus discursos, sus mensajes, sus decretos, en fin, todos sus documentos hablados y escritos parecen la obra concebida por un amanuense y redactada por un gobernador de Ninacaca... Vulgar como estudiante, vulgar como Secretario de Legación, vulgar como catedrático, vulgar como Ministro de Relaciones Exteriores, vulgar como Presidente de la República, don José Pardo llegó al término de su período sin haber dejado una sola huella para revelar el tránsito de un hombre superior o, siquiera, bien intencionado. No fué un portavoz de los intereses nacionales, sino un agente de la clase más inhumana y más odiosa, la clase mercantil…
Manuel González Prada

Pardo fue desterrado a Nueva York. Exiliado con su familia en Europa, se estableció en el castillo Caradoc, Biarritz, Francia, en donde residió hasta 1944 cuando retornó al Perú. Tres años después murió en Miraflores y fue enterrado en el Cementerio Presbítero Maestro.

## Descendencia

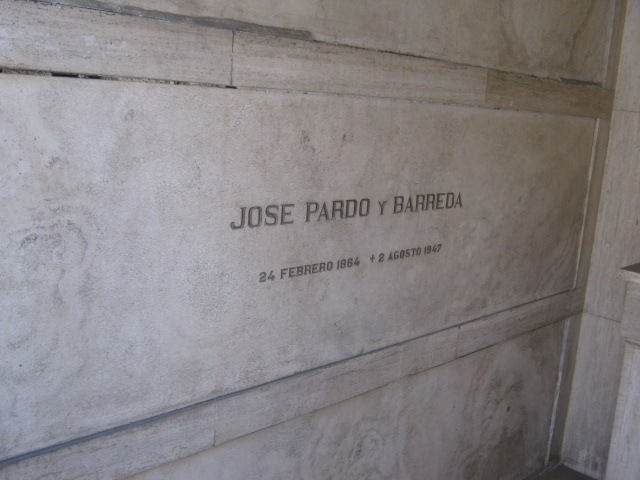
Tumba de José Pardo y Barreda en un mausoleo familiar en Cementerio Presbítero Maestro.

El 29 de enero de 1900, contrajo matrimonio con su prima Carmen Heeren y Barreda (Lima, 1879-Barcelona, 1949), hija del alemán Oscar Heeren, arquitecto que construyó la Quinta Heeren en 1880 y Carmen Barreda y Osma. La pareja tuvo siete hijos:
- Manuel Pardo Heeren (1900-?)
- José Pardo Heeren, VI Marqués de Fuente Hermosa de Miranda (1903-2001), casado con Doris Paredes Delboy.
- Felipe Pardo Heeren (1904-1909).
- Enrique Pardo Heeren (1905-1988), casado primero con Rosario Sosa Pardo de Zela, desde 1976 Marquesa de Herrera y Vallehermoso, y luego con Rita Tennant.
- Carmen Pardo Heeren (1908-?), casada con Manuel de Escandón y Salamanca, IV Marqués de Villavieja.
- Juan Pardo Heeren (1910-1967), casado con Guadalupe Escandón de Landa.
- Óscar Pardo Heeren (1914-1980), casado con Jacqueline Marie du Mesnil de Maricourt.

## Obra escrita
Durante su último destierro terminó de escribir un libro destinado a reivindicar la labor gubernativa de su padre, el presidente Manuel Pardo: Historia del tratado “secreto” de alianza defensiva entre el Perú y Bolivia.